# Bandraboua
Bandraboua est une commune française située dans le département et région d'outre-mer de Mayotte.

## Géographie
Située au nord-est de l’île de Mayotte, en bord de mer, la commune de Bandraboua a une superficie de 32,11 km2. Elle compte notamment deux baies, entourant la pointe de Bandraboua.
La commune est constituée des villages de :
- Bandraboua-village ;
- Dzoumogné (ou Dzoumogne) (3 286 habitants en 2017)[2] ;
- Handrema (1 829 habitants en 2017) ;
- Bouyouni ;
- Mtsangamboua.

Le climat y est de type tropical.

## Urbanisme

### Typologie
Bandraboua est une commune rurale, car elle fait partie des communes peu ou très peu densément peuplées, au sens de la grille communale de densité de l'Insee,,,. Elle appartient à l'unité urbaine de Bandraboua, une agglomération intra-départementale regroupant 1 commune et 13 989 habitants en 2017, dont elle est une ville isolée,.
Par ailleurs la commune fait partie de l'aire d'attraction de Mamoudzou, dont elle est une commune de la couronne. Cette aire, qui regroupe 17 communes, est catégorisée dans les aires de 200 000 à moins de 700 000 habitants,.
La commune, bordée par l'océan Indien au nord-ouest, est également une commune littorale au sens de la loi du 3 janvier 1986, dite loi littoral. Des dispositions spécifiques d’urbanisme s’y appliquent dès lors afin de préserver les espaces naturels, les sites, les paysages et l’équilibre écologique du littoral, par exemple le principe d'inconstructibilité, en dehors des espaces urbanisés, sur la bande littorale des 100 mètres, ou plus si le plan local d’urbanisme le prévoit,.

## Toponymie
Bandraboua vient du shimaoré Bandra la boua qui signifie « plaine où il y a des feuilles de manioc[réf. nécessaire]. Au tout début de la formation du village de Bandraboua, on y trouvait énormément des feuilles de manioc et des arbres à pain[réf. nécessaire], comme on peut le voir sur le drapeau de la commune. C'était la spécificité du village de Bandraboua[réf. nécessaire].

## Politique et administration
| Période                                  | Période      | Identité          | Étiquette | Qualité       |
| ---------------------------------------- | ------------ | ----------------- | --------- | ------------- |
| 2001                                     | mars 2014    | Ahamada Fahardine | PS        |               |
| mars 2014                                | juillet 2020 | Soulaimana Boura  | LC-UDI    | Fonctionnaire |
| juillet 2020                             | En cours     | Ahamada Fahardine | PS        | Fonctionnaire |
| Les données manquantes sont à compléter. |              |                   |           |               |

## Démographie
L'évolution du nombre d'habitants est connue à travers les recensements de la population effectués dans la commune depuis 1978. À partir de 2006, les populations légales des communes sont publiées annuellement par l'Insee, mais la loi relative à la démocratie de proximité du 27 février 2002 a, dans ses articles consacrés au recensement de la population, instauré des recensements de la population tous les cinq ans en Nouvelle-Calédonie, en Polynésie française, à Mayotte et dans les îles Wallis-et-Futuna, ce qui n’était pas le cas auparavant. Pour la commune, le premier recensement exhaustif entrant dans le cadre du nouveau dispositif a été réalisé en 2002, les précédents recensements ont eu lieu en 1978, 1985, 1991 et 1997.
En 2017, la commune comptait 13 989 habitants, en augmentation de 38,07 % par rapport à 2012
| 1978  | 1985  | 1991  | 1997  | 2002  | 2007  | 2012   | 2017   |
| ----- | ----- | ----- | ----- | ----- | ----- | ------ | ------ |
| 2 551 | 3 533 | 5 166 | 6 400 | 7 501 | 9 013 | 10 132 | 13 989 |

## Économie
Bandraboua abrite, au niveau du village de Dzoumogné, la principale des deux retenues collinaires (lacs de barrage) servant au pompage d'eau potable pour l'île (l'autre étant située à Combani), construite en 2002 et d'un volume de 2 Mm3.
Dans le village de Dzoumogné, 63 % des logements sont des bangas, de très petites maisons de tôle, plus proches de l’abri que de l’habitat. Plus de la moitié de la population n’a pas accès à l’eau potable.

## Lieux et monuments
- Baie de Handréma
- Le collège de Dzoumogné a été baptisé collège Bakari Kusu, du nom du leader révolté Bakari Koussou, exécuté en 1856.

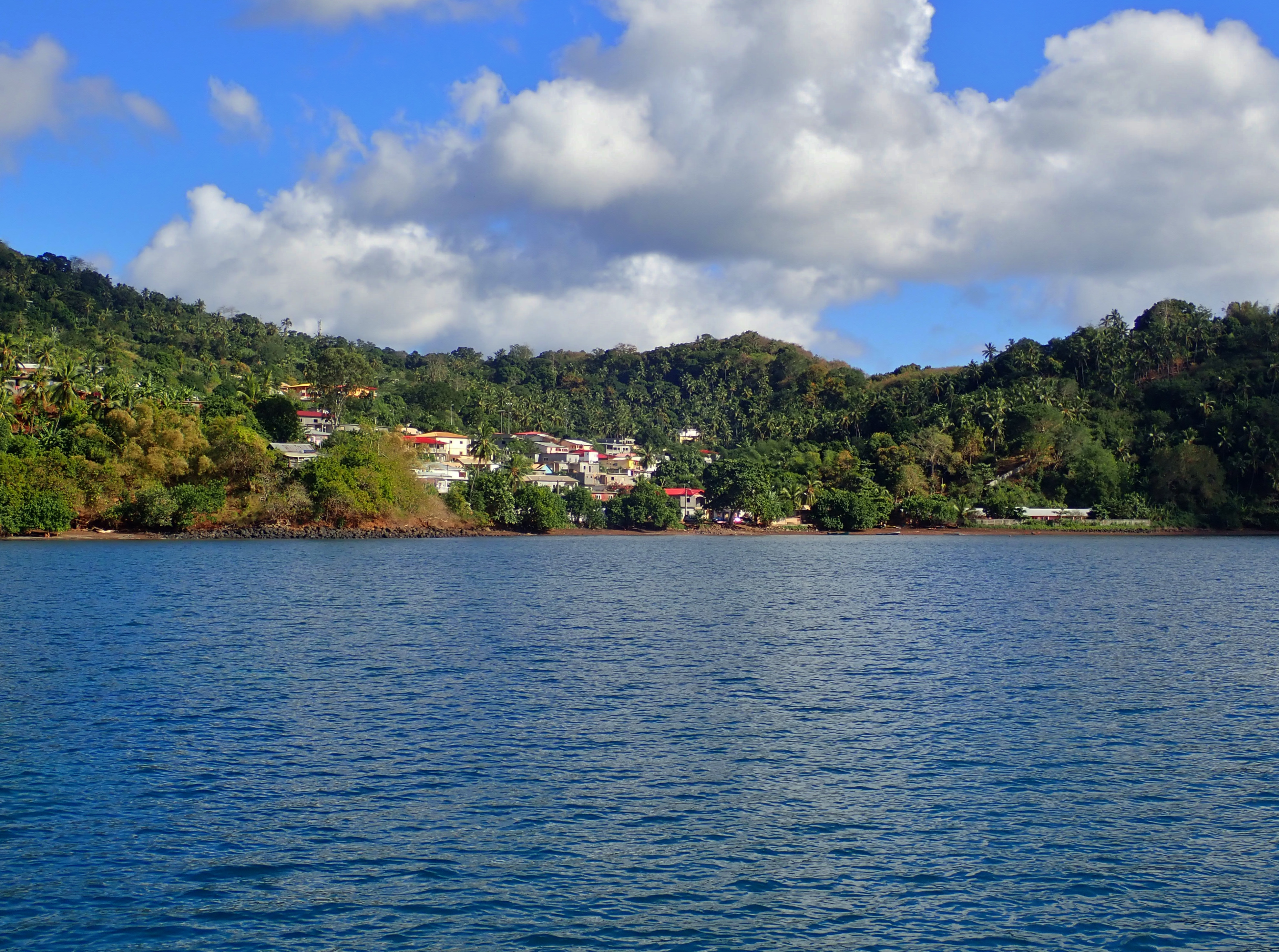
Vue du village de Mtsangaboua.
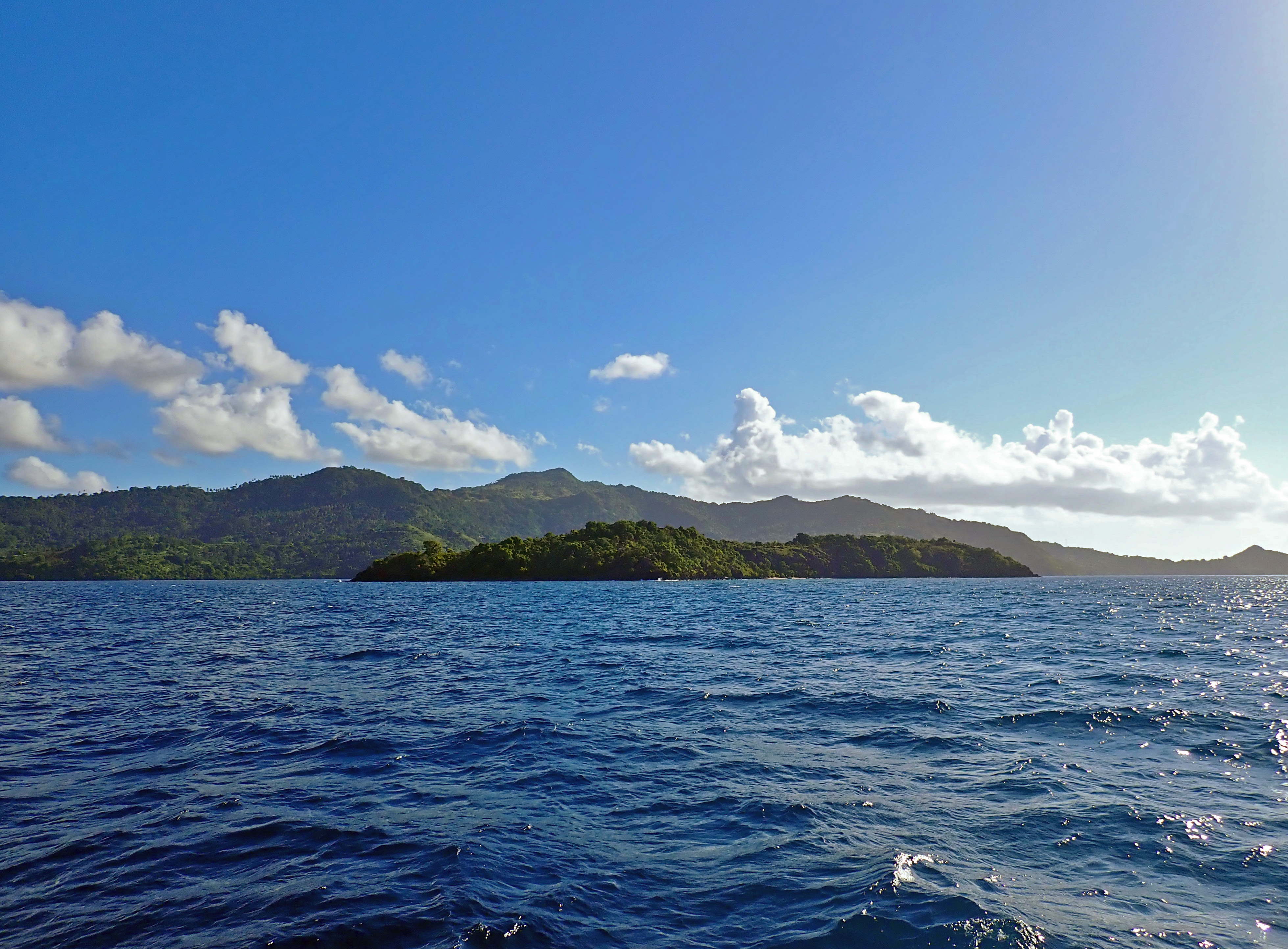
Îlot Handréma
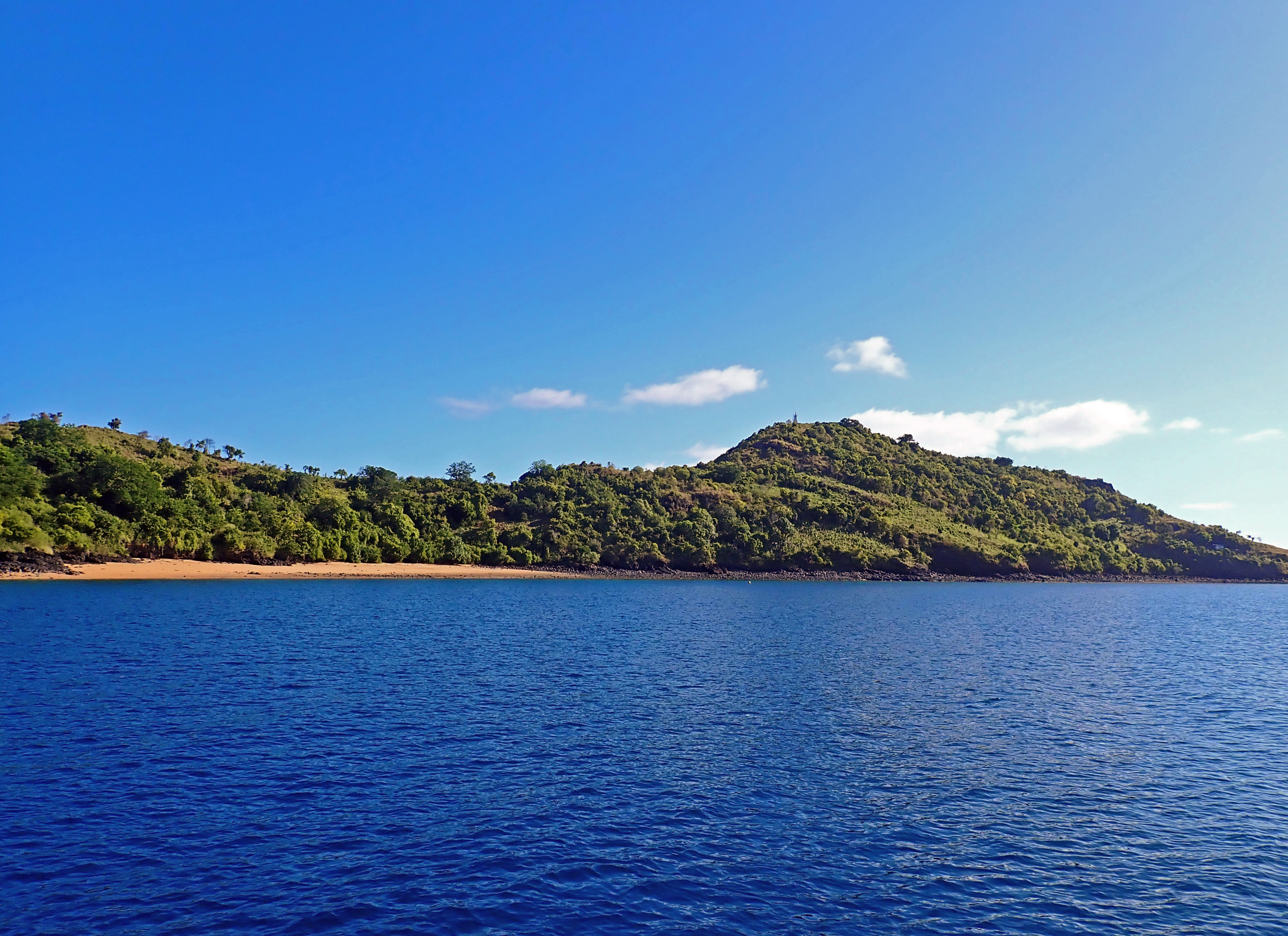
Pointe Handréma
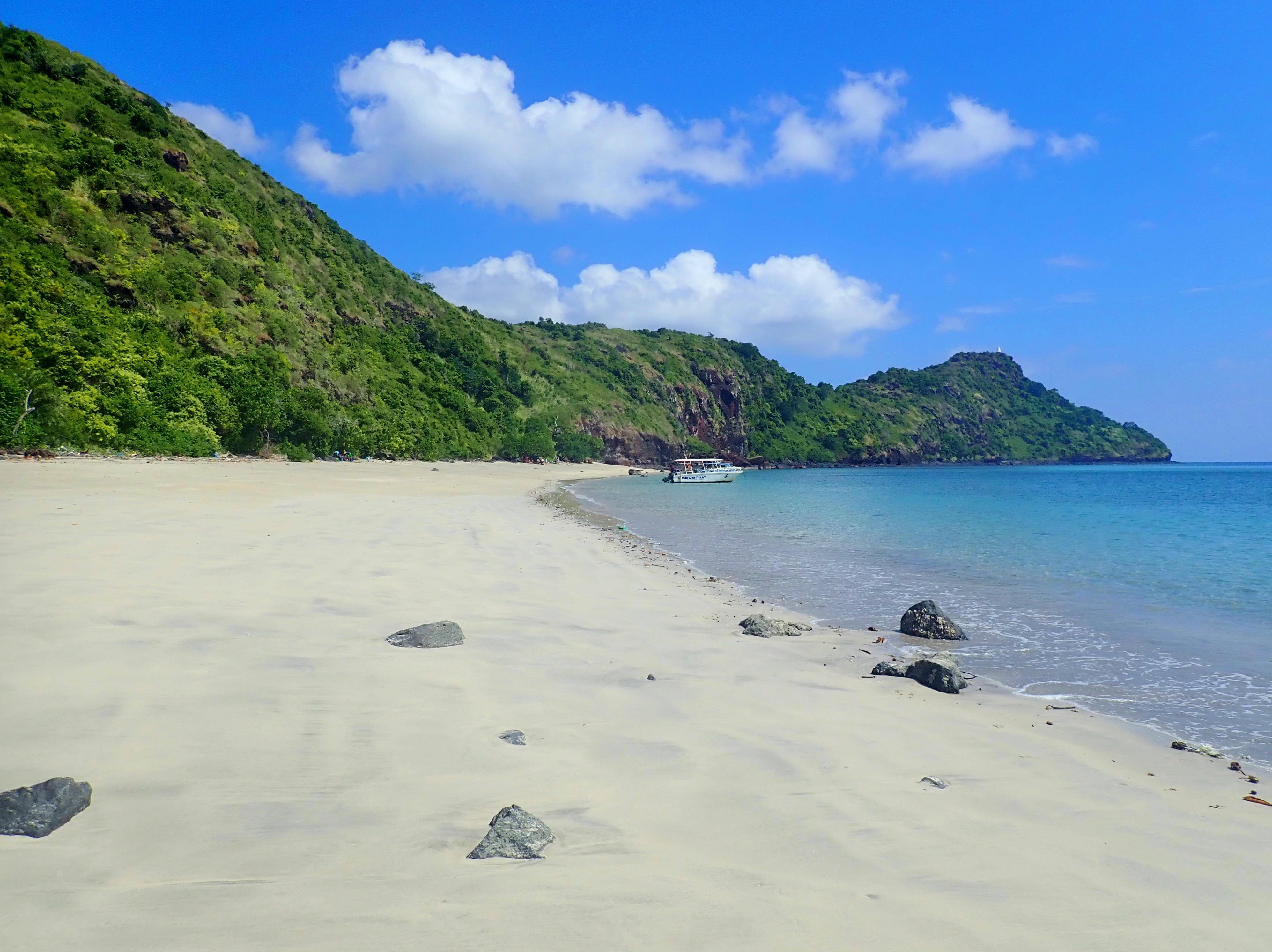
Plage du Préfet